# Guancheria
Guancheria is een geslacht van vliesvleugeligen uit de familie Pteromalidae. De wetenschappelijke naam van dit geslacht is voor het eerst geldig gepubliceerd in 1978 door Hedqvist.

## Soorten
Het geslacht Guancheria is monotypisch en omvat slechts de volgende soort:
- Guancheria compressithorax Hedqvist, 1978